# PDCD7
PDCD7‏ (Programmed cell death 7) هوَ بروتين يُشَفر بواسطة جين PDCD7 في الإنسان.